# Protoprezbiter
Protoprezbiter ili protopresviter (grč.: proto + prezbiter ili prezviter), protojerej kao starješina nekoliko parohija odn. starješina nad parohijskim svećenstvom određenoga područja, klerik u Pravoslavnoj i Grkokatoličkoj Crkvi. U Katoličkoj Crkvi odgovarao bi mu naslov dekana, upravitelja dekanata.